# Пуиджари, Хуан Альберто
Хуан Альберто Пуиджари (исп. Juan Alberto Puiggari; 21 ноября 1949 год, Буэнос-Айрес, Аргентина) — аргентинский прелат. Титулярный епископ Турузи и вспомогательный епископ Параны с 20 февраля 1998 по 7 июня 2003. Епископ Мар-дель-Платы с 7 июня 2003 по 4 ноября 2010. Архиепископ Параны с 4 ноября 2010 по 28 мая 2025.

## Биография
Родился 21 ноября 1949 года в Буэнос-Айресе, Аргентина. После обучения на философском факультете аргентинского Папского Католического университета поступил в семинарию архиепархии Параны. 13 ноября 1976 года был рукоположён в священники для служения в архиепархии Параны. Преподавал философию в семинарии архиепархии Параны. С 1992 года – ректор этой же семинарии.
20 февраля 1998 года Папа Римский Иоанн Павел II назначил его вспомогательным епископом архиепархии Параны и титулярным епископом Турузи. 8 мая 1998 года в соборе Пресвятой Девы Марии Розария в Паране состоялось его рукоположение в епископы, которое совершил архиепископ Параны Эстанислао Эстебан Карлич в сослужении с епископом Гуалегуайчу Луисом Гильермо Айхгорном и епископом Орана Марио Антонио Карнельо.
7 июня 2003 года Римский папа Иоанн Павел II назначил Хуаном Альберто Пуиджари епископом Мар-дель-Платы. 4 ноября 2010 года Римский папа Бенедикт XVI назначил его архиепископом Параны.